# Triticum boeoticum
Espèce
Triticum boeoticum, l'engrain sauvage, est une espèce de plantes monocotylédones de la famille des Poaceae, sous-famille des Pooideae, originaire du Proche-Orient.
Ce sont des plantes herbacées annuelles, cespiteuses, aux tiges (chaumes) dressées pouvant atteindre 80 cm de long, aux inflorescences en racèmes simples regroupant des épillets solitaires.
Cette espèce diploïde (2n=2x=14) est considérée comme l'ancêtre sauvage de l'engrain cultivé, Triticum monococcum L.
Certains auteurs classent ces deux taxons comme des sous-espèces de Triticum monococcum , à savoir Triticum monococcum subsp. monococcum (forme cultivée) et Triticum monococcum subsp. aegilopoides (forme sauvage). Ces deux formes se distinguent principalement par une caractéristique du rachis de l'épi, cassant et permettant aux épillets de se désarticuler à maturité chez la forme sauvage, moins fragile chez la forme cultivée, ce qui permet à l'épi de rester entier jusqu'à la récolte.

## Distribution
L'aire de répartition de Triticum boeoticum s'étend de l'Europe méridionale (Albanie, Bulgarie, Grèce, Monténégro, Serbie, Ukraine (Crimée)) à l'Asie occidentale (Arménie, Azerbaïdjan, Géorgie, Turquie, Syrie, Liban, Irak, Iran, Afghanistan).

## Taxinomie

### Synonymes
Selon The Plant List (6 janvier 2018) :
- Aegilops crithodium Steud.
- Crithodium aegilopoides Link
- Crithodium jerevanii (Thum.) Á.Löve [Invalid]
- Crithodium monococcum subsp. aegilopoides (Link) Á.Löve
- Triticum boeoticum subsp. aegilopoides (Link) Grossh.
- Triticum boeoticum var. subaznaburticum K.Hammer & Filat.
- Triticum boeoticum var. subbuluchevskajae K.Hammer & Filat.
- Triticum boeoticum var. sublarionovii K.Hammer & Filat.
- Triticum boeoticum subsp. thaoudar (Hausskn.) Grossh.
- Triticum boeoticum var. viridialbinigrescens K.Hammer & Filat.
- Triticum boeoticum var. viridihaussknechtii K.Hammer & Filat.
- Triticum boeoticum var. viridinigrireuteri K.Hammer & Filat.
- Triticum jerevani Thüm.
- Triticum monococcum subsp. aegilopoides (Link) Thell.
- Triticum monococcum subsp. boeoticum (Boiss.) Hayek
- Triticum monococcum var. boeoticum (Boiss.) Kneuck.
- Triticum monococcum subsp. boeoticum (Boiss.) Á. Löve & D. Löve
- Triticum monococcum subsp. boeoticum (Boiss.) C. Yen
- Triticum monococcum var. boeoticum (Boiss.) Stranski
- Triticum monococcum subsp. thaoudar (Reut. ex Hausskn.) Zhuk.
- Triticum monococcum var. thaoudar (Reut. ex Hausskn.) Flaksb.
- Triticum monococcum subsp. thaoudar (Hausskn.) Flaksb.
- Triticum spontaneum subsp. aegilopoides (Link) Flaksb.
- Triticum spontaneum subsp. thaouar Flaksb.
- Triticum thaoudar Reut. ex Hausskn.
- Triticum thaoudar (Hausskn.) Jakubz.

### Liste des variétés
Selon The Plant List (6 janvier 2018) :
- Triticum boeoticum var. helenae (Flaksb.) Grossh.
- Triticum boeoticum var. larionovi (Flaksb.) Grossh.